# Клоп-солдатик
Клоп-солдатик, краснокло́п бескрылый, козачок, или красный клоп (лат. Pyrrhocoris apterus), — вид обыкновенных наземных клопов семейства красноклопов, размером 9—11 мм. Встречаются с марта по октябрь в траве, кустах и на стволах деревьев, нередко в больших количествах.

## Описание
Окраска чёрная, переднеспинка и надкрылья с красным рисунком. Глаза тёмно-красные. Задние крылья, как правило, отсутствуют, но встречаются и исключения. Вытянутый хоботок помогает насекомому протыкать растения и других насекомых.

## Образ жизни
Из зимней спячки выходят в середине весны. Количество особей в скоплении после тёплой зимы может достигать сотни. Во время спаривания самец и самка прикрепляются друг к другу задней частью туловища на длительное время. Согласно наблюдениям, они остаются прикреплёнными от нескольких часов до семи дней. Это не даёт самке совокупляться с другими самцами группы.
Яйца откладываются в почву и зелень в апреле — мае и изначально имеют желтоватый оттенок. Но краснеют к моменту выхода личинки, время вылупления и продолжительность развития которой зависят от температурных условий. Продолжительность развития яиц — от 6 до 16 суток.
На зиму прячутся в почву, под камни, в засохшую растительность и кору деревьев, где также группируются в скопления. Нередко проводят зиму в сараях и подвалах домов.

## Питание
Клопы-солдатики всеядны - поедают пыльцу, фрукты, соки и семена произрастающих рядом растений. Кроме того, в рацион их питания входят членистоногие и другие беспозвоночные, такие как черви и улитки. Иногда живут и охотятся в коре деревьев. Нередки случаи каннибализма среди клопов-солдатиков.

## Распространение по миру
Распространен по всей Палеарктике от атлантического побережья Европы и Северной Африки до северо-западного Китая. А также в США, Центральной Америке и Индии.

## Естественные враги
К естественным врагам клопов-солдатиков относят птиц, пауков, летучих мышей и богомолов. Однако, защитные выделения отпугивают некоторых насекомоядных птиц, таких как синицы. При этом пауки выбрасывают из своих сетей красноклопов бескрылых.
На клопе-солдатике паразитируют клещи семейств Laelaptidae и Phytoseiidae. В Северной Америке на клопе обнаружен клещ Hemipteroseius adleri, длиной меньше миллиметра.

## Меры борьбы
Меры борьбы включают в себя обработку инсектицидами (пестицидами).
Для ловли клопов-солдатиков используют световые ловушки, которые привлекают вредителя светом, после чего насекомое прилипает к клейкой поверхности. Электронная же ловушка испускает ультрафиолетовый свет, невидимый человеческим глазом. Подползая к ловушке, насекомое натыкается на электрическую сетку и погибает. Другие ловушки, изготавливаются с применением специального порошка, затрудняющего движение, которые не дают насекомому выбраться.
В домашних хозяйствах также нередко используют настой из луковой шелухи, отпугивающий вредителей, а также смесь мыла и воды, которая разрушает мембраны клопа, что приводит к его гибели.
Известно также, что клопы-солдатики не переносят запах Клопогона кистевидного.

## Галерея

Представители
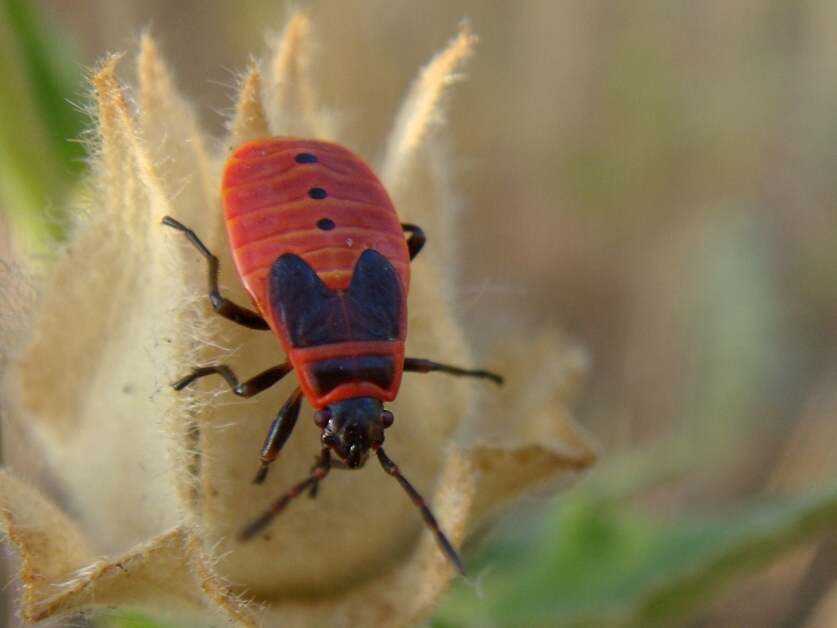
Личинка
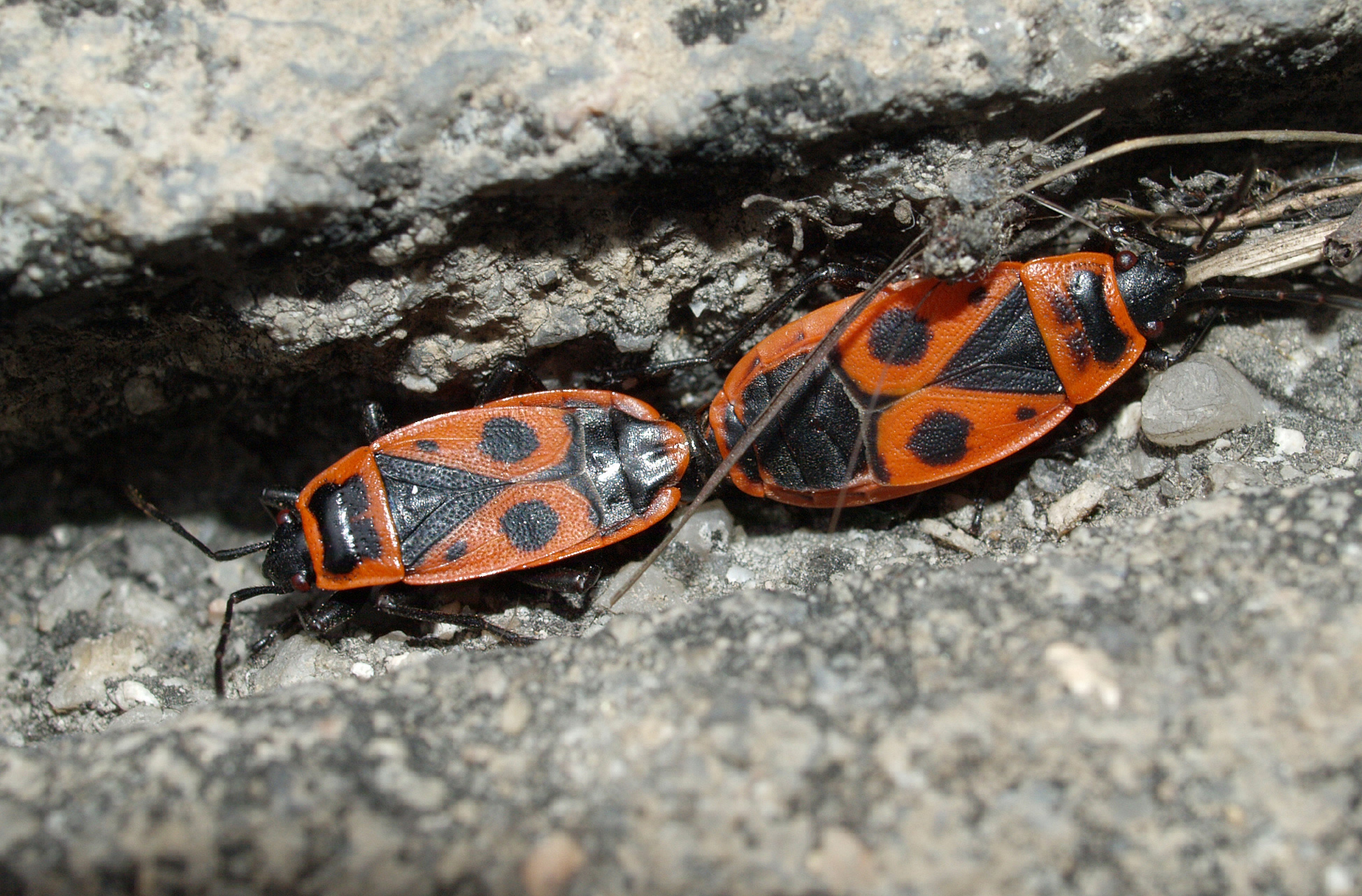
Клопы-солдатики во время спаривания
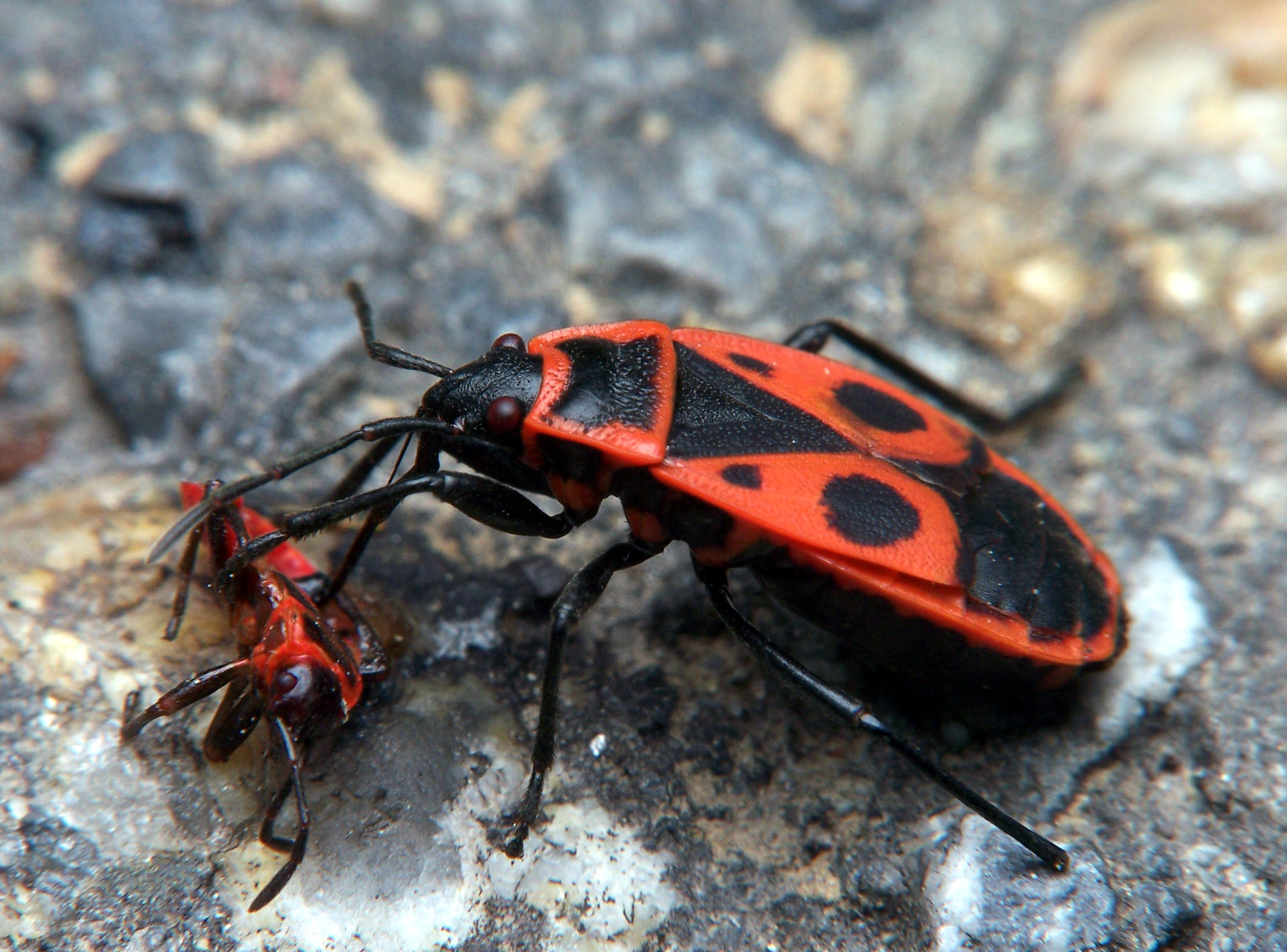
Каннибализм
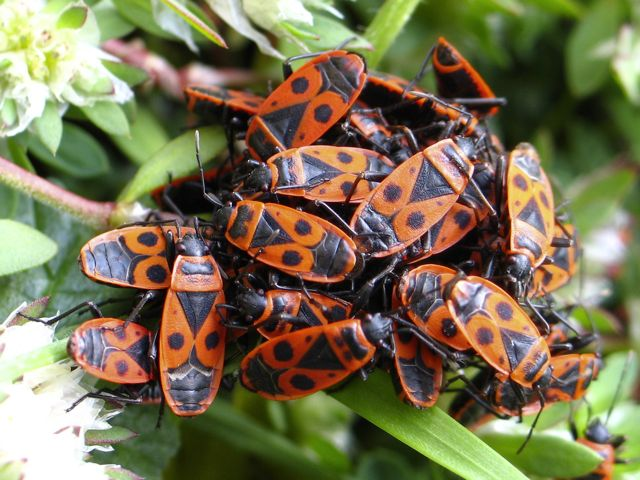
Скопление клопов-солдатиков в Испании

В массовой культуре
Граффити (Пенза, 2013)

Можно спутать
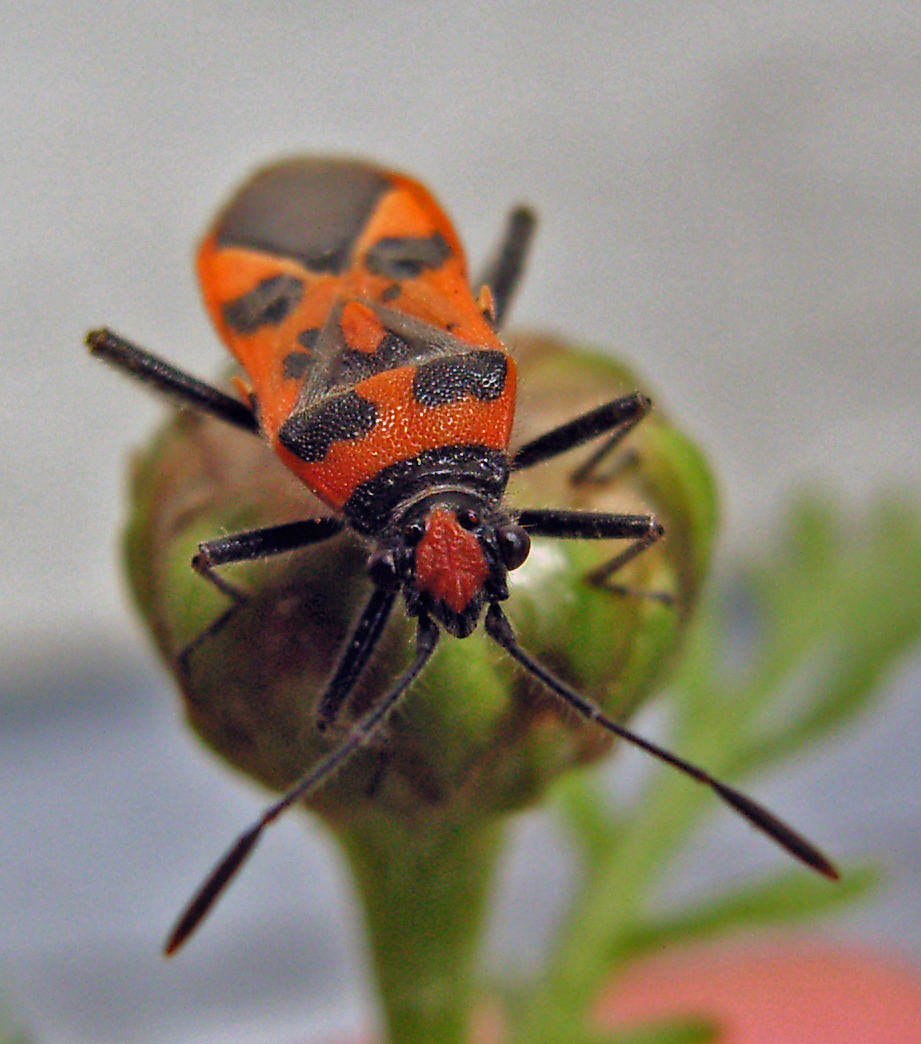
Corizus hyoscyami